# Monte Mazzocone
Il monte Mazzocone (o Mazzoccone o anche Mazzuccone) è una montagna del Piemonte alta 1.424 m s.l.m.. Si trova nelle Alpi Cusiane in comune di Quarna Sopra.

## Caratteristiche

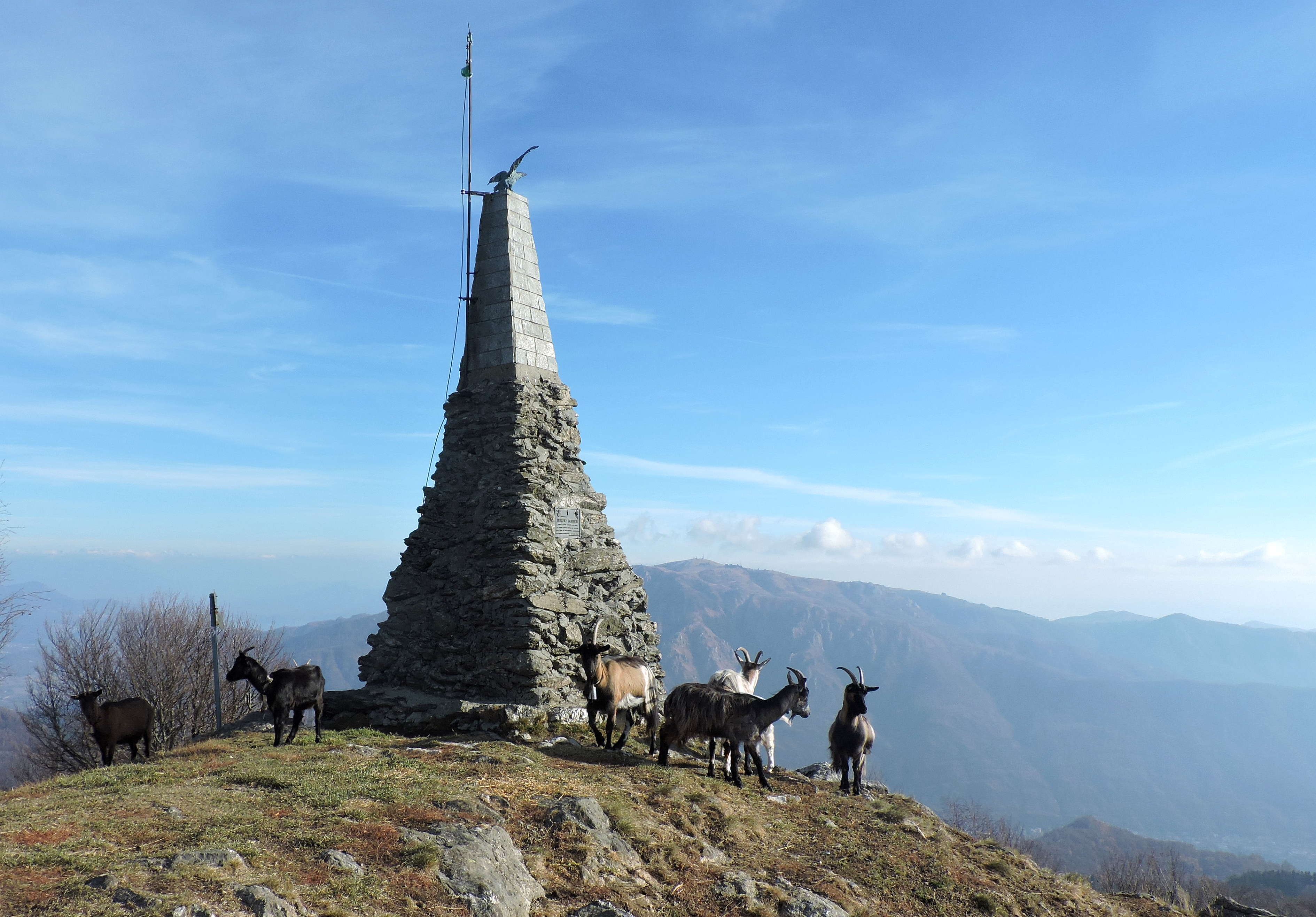
Il monumento sulla cima con sullo sfondo il Mottarone

La montagna è la principale elevazione del costolone che, staccandosi verso est dal Monte Croce, definisce lo spartiacque tra la Valle Strona (a nord) e il bacino del Lago d'Orta. Tra le due montagne si interpone il Monte Congiura (1.386 m), separato dal Mazzoccone dalla Colma di Foglia (1.272 m). Il monte Mazzocone risulta completamente incluso nel territorio del comune cusiano di Quarna Sopra, che si espande anche in Valle Strona. Sulla cima del Mazzocone si trova un obelisco in pietra sormontato da un'aquila metallica. Sul suo versante nord, esposto verso la valle Strona, predominano ampie faggete, mentre quello meridionale è di natura principalmente prativa.

## Storia
La zona del monte Mazzocone fu teatro durante la Resistenza di varie operazioni belliche e veniva utilizzata dai partigiani come via di collegamento tra la Valsesia e la zona dei laghi.

## Accesso alla vetta
Dal versante affacciato sul Lago d'Orta si può salire sulla vetta partendo sia dall'Alpe Camasca che, con un percorso più lungo, direttamente dal centro comunale di Quarna Sopra. Altri sentieri raggiungono il monte Mazzocone partendo dalla Val Strona.

### Anello del Mazzuccone - Walking in the Sky
L'anello del Mazzuccone è un percorso escursionistico segnalato che, partendo da piazza XXIV Maggio a Quarna Sopra, permette di arrivare alla vetta del monte seguendo due vie diverse. Il percorso, grazie a fondi europei, è stato recentemente sistemato addolcendo e mettendo in sicurezza i tratti più impervi, inserendo aree pic-nic e integrando la segnaletica sentieristica. 
Percorso: dalla piazza principale di Quarna Sopra (860 m) si sale alla Chiesa Parrocchiale, seguendo la strada asfaltata per proseguire sulla strada sterrata seguendo i cartelli. Si arriva all’Alpe Preer, qui si lascia la strada sterrata, si gira a destra e si segue il sentiero sul dosso boscoso, che offre bei panorami sul lago d’Orta via via si fa più ripido, fino ad arrivare a una radura con una croce, il Colle della Frera, Si prosegue salendo fino al monte Saccarello, dove è presente una cappella con un affresco della Madonna. Da qui si prosegue seguendo il panoramico sentiero di cresta fino alla in vetta del Mazzuccone, da dove si può osservare un vastissimo panorama.
Dal Monte Mazzucone si scende sull’opposto versante fino all’Alpe Camasca, qui seguendo l’indicazione per Quarna Sopra si percorre una strada sterrata e pianeggiante fin all’Alpe Ruschini, per poi scendere in paese al punto di partenza chiudendo così l’anello.